# Storia genetica dell'Europa

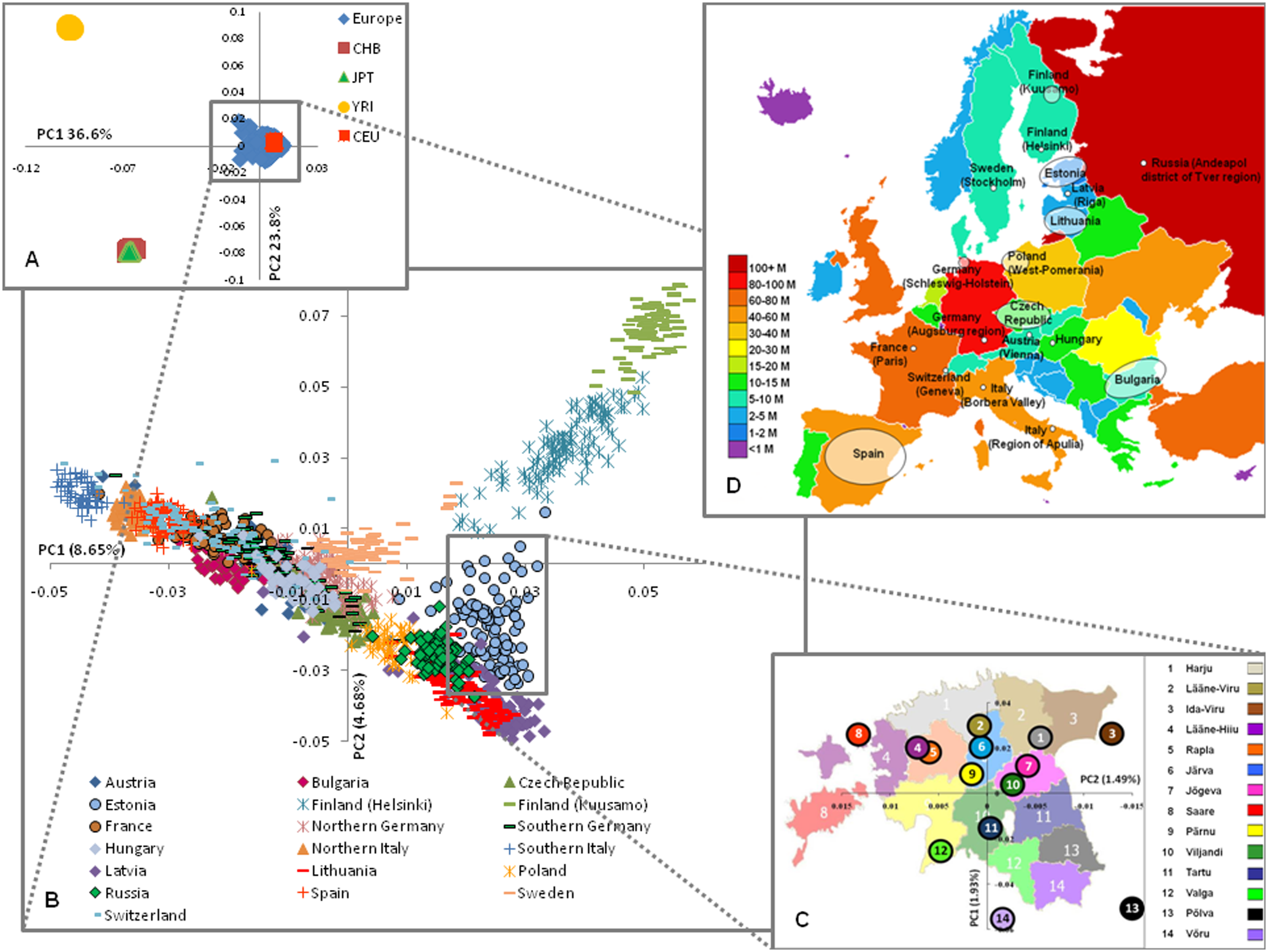
La struttura genetica degli europei secondo uno studio del 2009.

La storia genetica dell'Europa comprende informazioni sulla formazione, l'etnogenesi e altre informazioni specifiche del DNA delle popolazioni indigene o residenti in Europa.
La storia demografica e genetica delle popolazioni europee è complessa. I dati primari per il suo studio provengono dalle sequenze di DNA mitocondriale, del cromosoma Y e del DNA autosomico, che mostrano specifiche variazioni a singolo nucleotide (SNPs) presenti nell'aplotipo ancestrale, provenienti sia dalle popolazioni moderne che, se disponibili, dai resti delle popolazioni antiche (DNA antico).

## Introduzione
La diversità genetica nelle popolazioni umane dell'Eurasia occidentale è stata in gran parte plasmata da tre importanti migrazioni preistoriche:
- l'arrivo dei cacciatori-raccoglitori anatomicamente moderni;
- l'arrivo degli agricoltori neolitici;
- l'arrivo dei pastori delle steppe occidentali.

I lignaggi dei primi esseri umani moderni europei (EEMH - European early modern humans in inglese) tra 40 000 e 26 000 anni dal presente (BP - Before Presente in inglese) (aurignaziano) facevano ancora parte di una grande meta-popolazione eurasiatica occidentale, correlata alle popolazioni della Siberia centrale e occidentale, e ai cacciatori-raccoglitori europei, ma distinta da quelle dell'Asia orientale. 
Intorno a 12 000 anni BP, i lignaggi europei dei cacciatori-raccoglitori, che si erano fortemente differenziati in ragione di evoluzioni culturali e genetiche, furono impattati, se non sostituiti, in conseguenza dall'arrivo dei lignaggi dei primi agricoltori europei (EEF-Early European Farmers) protatori della cosidddetta rivoluzione neolitica. 
Nell'età del rame europea, ci furono di nuovo sostanziali rimpiazzi di popolazione in alcune parti dell'Europa, a causa dell'arrivo dei pastori delle steppe occidentali (WSH - Western Steppe Herders in inglese) provenienti dalla steppa pontico-caspica, derivanti dai cacciatori-raccoglitori orientali e caucasici. Questi rimpiazzi di popolazione avvenuti nell'età del rame, sono associati alla cultura della ceramica cordata, alla cultura del vaso campaniforme e alla diffusione delle lingue indoeuropee. 
In conseguenza delle migrazioni verificatesi, le moderne popolazioni europee si possono raggruppare sulla base dell'ascendenza predominante, che gli studiosi riportano alle popolazioni dei EEMH, EEF e WSH.

## Preistoria
La preistoria dei popoli europei può essere dedotta tramite l'esame dei siti archeologici, gli studi linguistici ma anche attraverso l'esame del DNA delle popolazioni che vivono attualmente in Europa o ancora meglio dal DNA antico. La ricerca è in continuo aggiornamento cosicché teorie che sembravano provate e consolidate possono rivelarsi, in conseguenza di nuovi studi sempre più avanzati ed efficaci, improvvisamente superate.

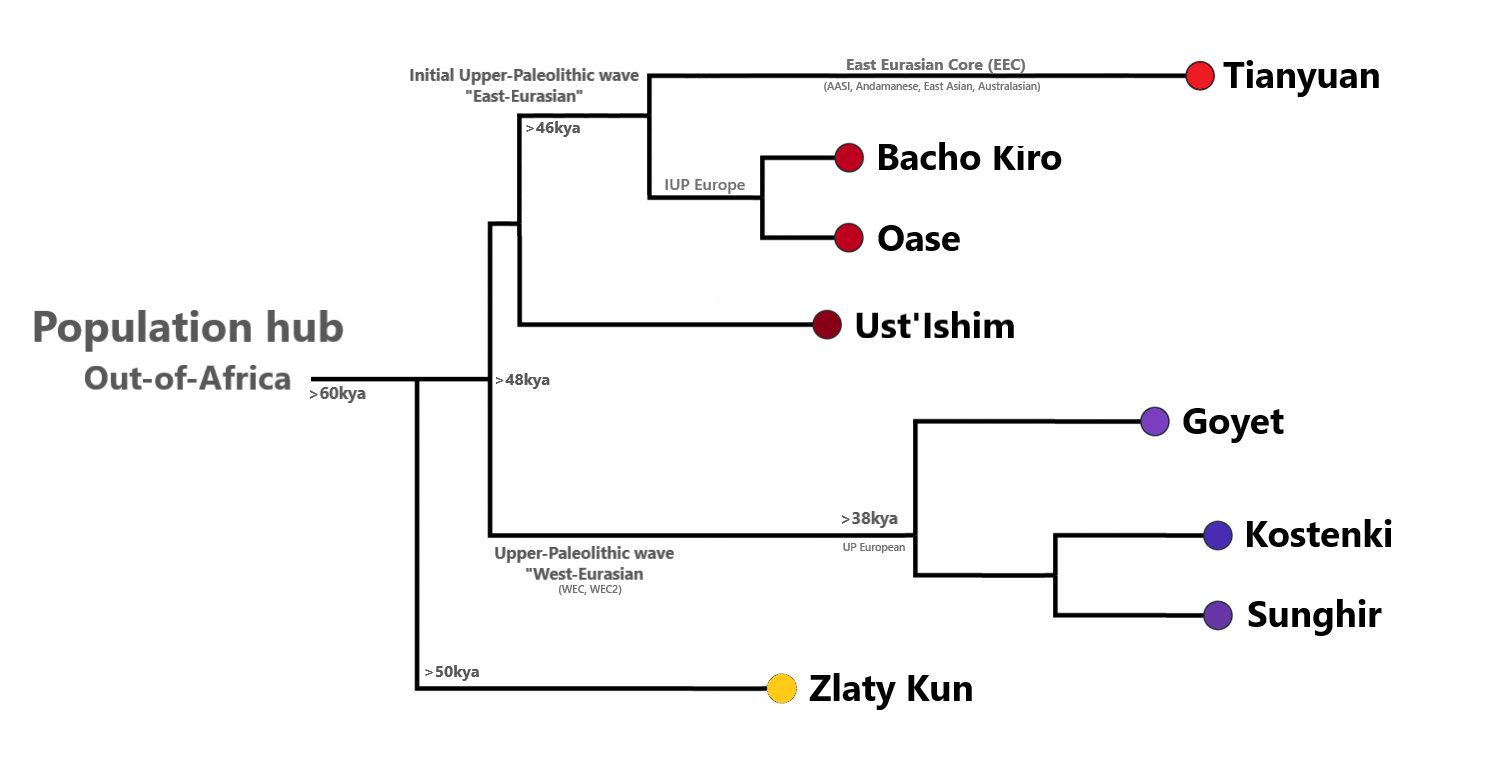
Albero filogenetico di esemplari euroasiatici del paleolitico superiore.

### Paleolitico e Mesolitico
Nel Paleolitico medio, nel pieno dell'era glaciale (glaciazione Würm), il continente era popolato da gruppi di Neanderthal che abitavano gran parte dell'Europa e dell'Asia occidentale già a partire da 130 000 anni BP, ed almeno fino a 30 000 anni BP, quando, per motivi ancora non certi, si estinsero, lasciando la scena a dagli esseri umani anatomicamente moderni (AMH -  Anatomically Modern Human), noti anche come Cro-Magnon o Primi esseri umani moderni europei (EEMH, da European early modern humans in inglese), che erano apparsi in Europa almeno 45 000 anni BP. È ormai certo che le due specie di ominidi, non solo coesistettero negli stessi ambienti, ma si ibridarono, come è stato dimostrato dagli studi genetici sul DNA antico; inizialmente le popolazione umane possedevano una percentuale di DNA neandertaliano compresa tra 3.2–4.2%, percentuale che è andata diminuendo, ma che persiste ancora nelle popolazioni eurasiatiche moderne, in una media stimata compresa tra l'1.8–2.3% del corredo genico complessivo.
Nel Paleolitico superiore i Cromagnon, sostituirono progressivamente i neanderthaliani. Questi cacciatori-raccoglitori AMH erano verosimilmente portatori dell'aplogruppo Y-DNA di tipo I. A questo periodo appartengono la donna di Zlatý kůň ritrovata nella repubblica Ceca e l'uomo di Ust'-Ishim ritrovato nella Siberia occidentale, datati a 45000 anni BP, tra i più antichi ritrovamenti di individui EEMH, che però non hanno lasciato tracce di una discendenza diretta nelle popolazioni successive. I più antichi reperti di cui si sono trovate tracce genetiche nelle popolazioni successive, sono Kostënki-14 ritrovato in Russia, e GoyetQ116-1 ritrovato in Belgio, che risalgono ad un periodo compreso tra 38 000 e 34 000 anni dal presente .
La cultura aurignaziana degli EEMH sostituì rapidamente le altre in tutto il continente. Questa ondata di esseri umani moderni sostituì i Neanderthal e la loro cultura musteriana, così come le culture affiliate all'IUP come la cultura di Châtelperron in Francia. Nella valle del Danubio, almeno fino a 35 000 anni fa, i siti aurignaziani, rispetto ai periodi successivi, sono pochi e distanti tra loro. Dopodiché l'Aurignaziano tipico diventa prevalente, estendosi fino a 29 000 anni BP.
L'aurignaziano  fu sostiutito dal gravettiano, che sembra identificare un evento culturale piuttosto che uno genetico. Comunque individui associati ad assemblaggi gravettiani del paleolitico superiore dell'Europa occidentale, geneticamente distinti dai gruppi contemporanei dell'Europa centrale e meridionale, mostrano ascendenze agli individui precedenti associati alla cultura aurignaziana. Al gravettiano afferisce il Cluster di Vestonice, del quale non è stata trovata alcuna discendenza successiva all'ultimo massimo glaciale (LGM -  Last Glacial Maximum in inglese), suggerendo che questa linea genetica si sia estinta.
Che alcuni lignaggi sopravvissero all'ultima glaciazione si dimostra grazie all'aplogruppo del cromosoma Y I che risale a circa 22 000 anni dal presente, quindi prima dell'UMG, l'unico aplogruppo patrilineare originatosi nel contiente, antenato di alcune sub clado, come l'aplogruppo patrilineare I2, ritrovato nel cacciatore-raccoglitore della grotta di Bichon in Svizzera, risalente a circa 13.500 anni BP .
Per la transizione dal gravettiano alle culture successive, fu fondamentale il ruolo che ebbero i cosiddetti rifugi, le regioni d'Europa che permisero la sopravvivenza a un gran numero di specie vegetali ed animali, popolazioni umane comprese, da cui sarebbere ripartito il popolamento del continente intorno a circa 11 700 anni BP, quando terminò l'ultimo periodo glaciale.
In Europa questi rifugi si trovarono:
- in Spagna settentrionale e Francia sud-occidentale, nel cosiddetto rifugio Franco-Cantabrico, uno dei più rilevanti per il ripopolamento del continente, evidenziato tramite discenza patrileare dagli aplogruppi R1b1b2-M269, I1-M253, and I2b1-M223[19];
- in Ucraina, e più in generale lungoa la costa settentrionale del Mar Nero, popolato da genti portatrici dell'aplogruppo R1a[19];
- in Italia, dove si svilluparono popolaziono portatrici del DNA mitocondriale (mtDNA) U5b3, che raggiunsero la Provenza dove si sviluppò la variante U5b3a1, e da lì, tra 7.000 e 9.000 anni fa, arrivarono in Sardegna dove è presente la variante U5b3a1, probabilmente in conseguenza del commercio dell'ossidiana[19];
- In 'Anatolia, possibile rifugio di popolazioni portatrici dell'aplogruppo R1b[21];
- nei Balcani[19].

Il profilo ancestrale dei più antichi EEMH sopravvisse durante l'ultimo massimo glaciale (da 25.000 a 19.000 anni BP) nelle popolazioni umane dell'Europa sudoccidentale associate alla cultura solutreana e alla successiva cultura magdaleniana, al quale è associato il cluster di GoyetQ2, che si espanse nuovamente verso nord-est dopo l'ultimo massimo glaciale. Invece in Europa meridionale, intorno al periodo dell'ultimo massimo glaciale, si riscontra una sostituzione associate alla cultura epigravettiana, associata al cluster di Villabruna.
Uno studio genetico comparato sul DNA antico di oltre 50 resti ossei ritrovati in Europa, successivamente confermato da uno studio su oltre 130 resti umani, ha individuato una serie di cluster genici, tra i quali il cluster di Villabruna, dal nome del reperto geneico più antico, il Cacciatore della Val Rosna ritrovato in Veneto. Il cluster è caratterizzato dalla presenza dell'aplogruppo R1b, quello maggiormente presente dei moderni europei, di fatto la loro più antica testimonianza genetica in Europa occidentale. Il cluster rappresenta un elemento di discontinuità nella storia genetica europea, venendo a sostiuire, dopo l'ultimo massimo glaciale, le precedenti popolazioni maddaleniane dell'Europa occidentale; orginatosi nell'arco alpino italiano durante l'epigravettiano, si ipotizza sia giunto in Italia dai Balcani.
Se in Europa occidentale e meridionale si registrano cambiamenti su larga scala, negli stessi periodi si consolidarono le culture e le caratteristiche dei cacciatori-raccoglitori orientali (EHG) e Scandinavi (SHG). In effetti si registra un fenomeno detto Grande Barriera (Great Divide in inglese ) ad indicare una separazione genetica tra WHG e EHG che corre dal mar Baltico al mar Nero, come se per migliaia di anni non ci sia stata più alcuna mescolanza tra i due gruppi di cacciatori-raccoglitori.

### Neolitico

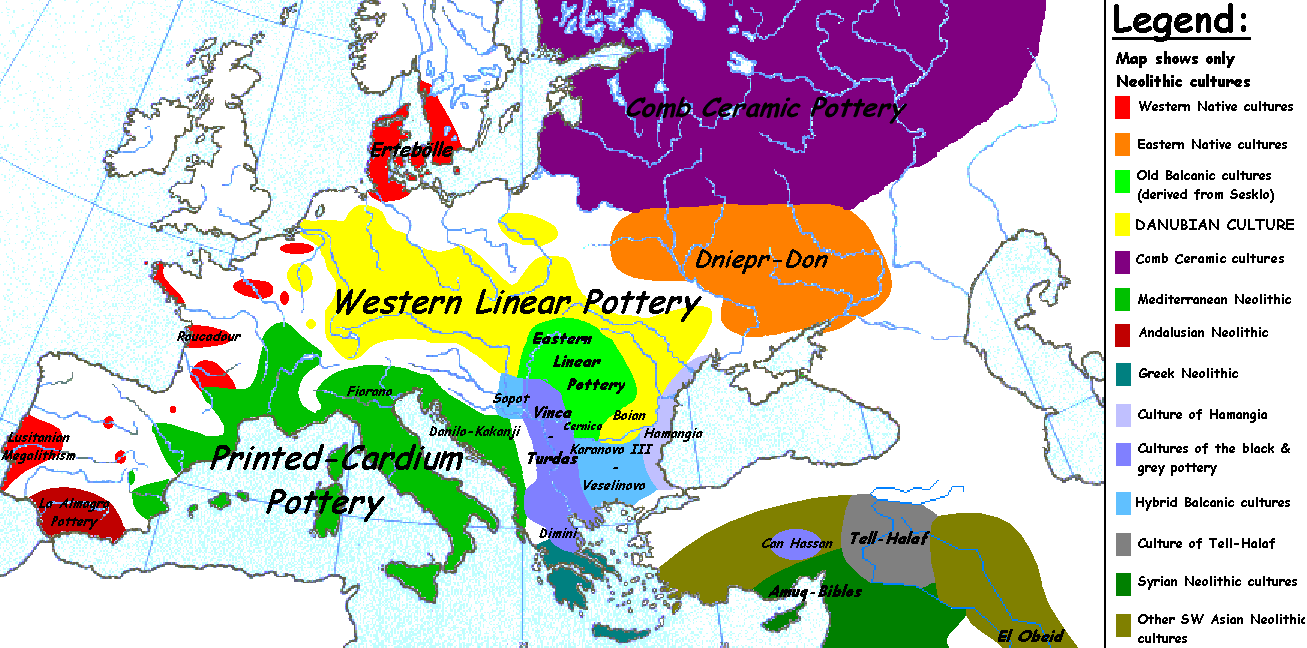
Culture neolitiche europee intorno al 4500 a.C.

Nel Neolitico si diffusero in Europa popolazioni di agricoltori provenienti dall'Anatolia che si mescolarono in misura ridotta con le popolazioni di cacciatori-raccoglitori che incontrarono nel loro percorso migratorio. Questo incontro si svolse con modalità, tempistiche ed effetti diversi, determinado la frammentazione del patrimonio genetico degli europei. 
Si ritiene che queste fossero portatrici degli aplogruppi del cromosoma Y di tipo G, E e R1b (che secondo altre ipotesi potrebbe essere penetrato in Europa nel calcolitico o nel paleolitico). Questi antichi agricoltori erano intolleranti al lattosio per cui potevano consumare il latte solo sotto forma di latticini. La successiva comparsa del gene della tolleranza al lattosio si ebbe 7500 anni fa fra le popolazioni della cultura della ceramica lineare e della cultura Starčevo in Europa centrale e nei Balcani, da dove successivamente si diffuse.
Per quel che riguarda l'Europa, l'aplogruppo G, originato in Medio-Oriente, nel Caucaso o forse nell'odierno Pakistan, intorno a 30.000 anni fa, secondo alcuni studi potrebbe essersi diffuso in Europa nel Neolitico, oppure, vista la sua forte discontinuità, aver raggiunto l'Europa già nel Paleolitico. L'aplogruppo G nella variante G2 è associato a sepolture appartenenti alla cultura della ceramica cardiale e della ceramica lineare del VI millennio a.C., per cui dovrebbe essere stato introdotto in Europa centrale da agricoltori neolitici provenienti dalla prima cultura agricola europea sorta nei Balcani i cui antenati in definitiva vennero dall'Anatolia via terra prima dell'apertura del Bosforo.
L'aplogruppo E1b1b è un aplogruppo di remota origine africana (Egitto) e secondo i ricercatori sarebbe presente in Europa sud-orientale almeno a partire dal Mesolitico. Oggi i suoi portatori si trovano concentrati nelle regioni meridionali dei Balcani (Albania e Grecia) e in Sicilia, ma durante il neolitico medio tra il VI e il V millennio a.C., in gran parte dell'Europa meridionale dominava questo tipo di aplogruppo portato via mare dagli uomini della Cultura della ceramica cardiale.
Con l'ingresso in Europa nel neolitico di popoli agricoltori ampiamente diversificati geneticamente, provenienti dall'Anatolia, sono comparsi portatori degli aplogruppi mitocondriali H, J, V, T, X e altri. Per l'ipotesi anatolica dell'archeologo britannico Colin Renfrew, l'espansione delle lingue indoeuropee è da associare alla propagazione di queste popolazioni dal sud-est verso il nord e l'ovest dell'Europa.
Nell'estremo nord-est del continente europeo, i portatori della aplogruppo N si insediarono nella regione baltica dalla Siberia. Benché la datazione del loro arrivo risulti incerta la diffusione geografica dell'aplogruppo N in Europa sembra essere correlabile con l'areale della cultura della ceramica a pettine (la cui origine viene comunemente datata al 4200 a.C.) e delle lingue uraliche.

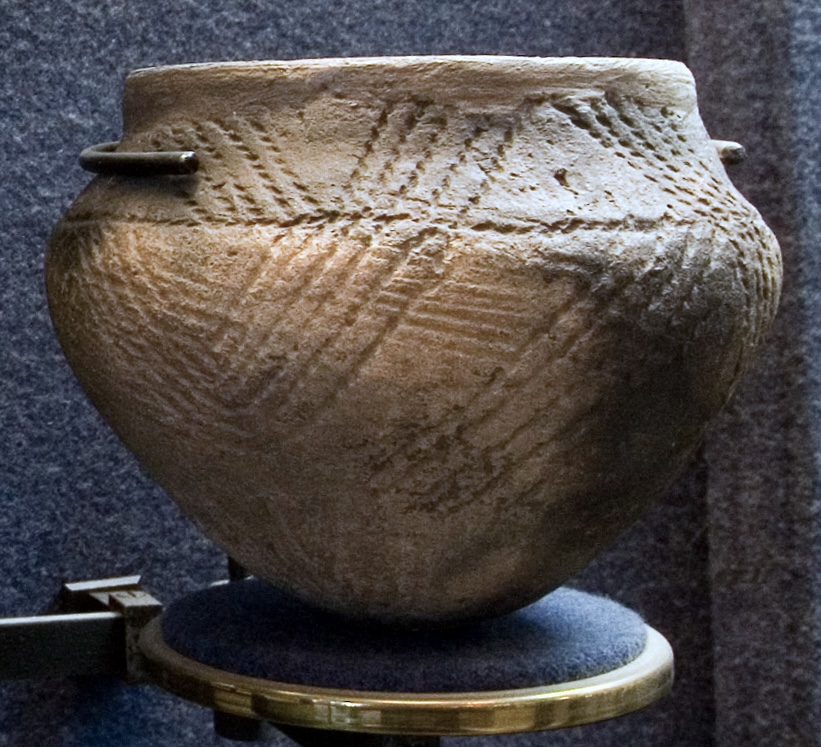
Ceramica della cultura di Jamna

### Età dei metalli
A partire dal Calcolitico comparvero, dapprima nei Balcani e poi anche in Europa centrale, le popolazioni seminomadi indoeuropee provenienti dalle steppe a nord del Mar Nero che si imposero e sostituirono in parte le precedenti popolazioni di agricoltori neolitici.
Queste popolazioni nomadi provenienti dalla steppa pontico-caspica, portatori dell'aplogruppo R1a, che avevano addomesticato il cavallo e che erigevano grandi tumuli funerari detti kurgan, secondo la teoria kurganica, sarebbero identificabili con i Protoindoeuropei.

### Evoluzione dell'aspetto fisico dei primi europei
L'analisi dei geni della pigmentazione ricavati dai resti scheletrici di uomini vissuti in Europa nel periodo compreso fra il Paleolitico e l'età del bronzo, ha dimostrato che l'aspetto fisico degli europei ha subito vari mutamenti nel corso della preistoria.
La prima popolazione di Homo sapiens raggiunse l'Europa circa 40.000 anni fa, al volgere del Paleolitico medio. Secondo le analisi effettuate sui resti di alcuni individui vissuti nel Mesolitico sia nell'Europa settentrionale che nell'Europa meridionale, questi antichi cacciatori-raccoglitori avevano la pelle olivastra, ma possedevano già la mutazione che provoca gli occhi verdi.
Circa 8 000 anni fa iniziarono a migrare in Europa, probabilmente dall'Anatolia, ondate di popolazioni dedite principalmente alla agricoltura. Queste popolazioni a causa della carenza di vitamina D nella loro dieta, dovuta alla insufficienza di cibi di origine animale, possedevano la mutazione che provoca la pelle chiara, presente anche fra gli attuali europei.

## Storia della ricerca

### Marcatori genetici classici
|                | Africa | Oceania | Asia Orientale | Europa |
| -------------- | ------ | ------- | -------------- | ------ |
| Oceania        | 24,7   |         |                |        |
| Asia Orientale | 20,6   | 10      |                |        |
| Europa         | 16,6   | 13,5    | 9,7            |        |
| America        | 22,6   | 14,6    | 8,9            | 9,5    |

Nel 1993 uno studio di Luigi Luca Cavalli-Sforza della Stanford University School of Medicine, usando 120 polimorfismi ematici, fornì una prima interpretazione sulla parentela delle varie popolazioni continentali, attraverso il concetto della distanza genetica, una misura proposta per evidenziare e misurare le differenze genetiche tra due popolazioni. Questo si basa sul principio che due popolazioni che condividono frequenze simili per un loro tratto distintivo, sono geneticamente più vicine rispetto a popolazioni che, per lo stesso tratto distintivo, hanno frequenze divergenti. Nella sua forma più semplice, la distanza genetica è data dalla differenza nelle frequenze di una particolare caratteristica tra due popolazioni. Per esempio, la frequenza di individui RH negativi è del 50,4% tra i baschi, del 41,2% tra i francesi e del 41,1% tra gli inglesi, perciò, in elazione all'RH negativo, si può dire che la differenza genetica tra i baschi e i francesi è del 9,2%, mentre quella tra i francesi e gli inglesi è del 0,1%. Fatta una media tra diverse caratteristiche, possiamo ottenere la parentela completa di varie popolazioni.
A partire da ciò, costruì alberi filogenetici che mostravano le distanze genetiche tramite diagrammi. Il suo team eseguì anche analisi delle componenti principali, efficaci nell'analisi di dati multivariati con una perdita minima di informazioni. Le informazioni perse, possono essere parzialmente ripristinate, generando una seconda componente principale, e così via. A loro volta, le informazioni provenienti da ciascuna componente principale (PC), possono essere presentate graficamente in mappe sintetiche. Queste mappe mostrano picchi e depressioni, che rappresentano popolazioni le cui frequenze geniche assumono valori estremi rispetto ad altre nell'area studiata. Picchi e depressioni, se collegati da gradienti uniformi, sono chiamati clini. I clini genetici possono essere generati dall'adattamento all'ambiente (selezione naturale), dal flusso genico continuo tra due popolazioni inizialmente diverse, o da un'espansione demografica in un ambiente scarsamente popolato, con scarsa mescolanza iniziale con le popolazioni esistenti.
Il metodo di Cavalli-Sforza, che ha collegato questi gradienti con ipotesi di movimenti di popolazione preistorici, basati su teorie archeologiche e linguistiche, è stato criticato in quanto, dato che la profondità temporale di tali modelli non è nota, associarli a particolari eventi demografici è una conseguenza speculativa.

### Studi diretti del DNA
Gli studi che utilizzano l'analisi diretta del DNA delle popolazioni attuali sono ormai numerosi, e possono utilizzare il DNA mitocondriale (mtDNA) e allora si parla di studi matrilineari, il DNA del cromosoma Y (Y-DNA) per gli studi patrilneari, o persino il DNA autosomico, ovvero un cromosoma che non contiene informazioni genetiche specifiche alla caratterizzazione sessuale. Il mtDNA e il DNA NRY condividono alcune caratteristiche simili, che li hanno resi particolarmente utili in antropologia genetica. Queste caratteristiche includono l'ereditarietà diretta e inalterata del mtDNA e del Y-DNA, rispettivamente dalla madre alla prole e dal padre al figlio, senza gli effetti di "mescolamento" della ricombinazione genetica. Presumiamo inoltre che questi loci genetici non siano influenzati dalla selezione naturale, e che il principale processo responsabile dei cambiamenti nelle coppie di basi sia la mutazione genetica.
Il tasso di mutazione sottostante utilizzato dai genetisti è più discutibile; utilizzando tassi di mutazione diversi, gli studi giungono frequentemente a conclusioni molto diverse. I fenomeni della deriva genetica e della frequenza allelica, introducono ulteriori fattori di complessità, che occorre considerare attentamente in questi studi. Guido Barbujani evidenzia come l'idea che la storia delle popolazioni europee si possa ricostruire facilmente guardando solo certi tipi di DNA (aplogruppi), funziona solo se i primi gruppi di persone che sono arrivate in Europa avevano tutti lo stesso identico "pacchetto" genetico di partenza, anche se poi, secondo il genetista italiano, non ci sia motivo di credere che i primi europei fossero tutti geneticamente uguali. 
Mentre gli aplogruppi Y-DNA e mtDNA rappresentano solo una piccola componente del pool di DNA di una persona, il DNA autosomico ha il vantaggio di contenere centinaia di migliaia di loci genetici (la posizione specifica di un gene o di una sequenza di DNA su un cromosoma) esaminabili, fornendo così un quadro più completo della composizione genetica. Le relazioni di discendenza possono essere determinate solo su base statistica, poiché il DNA autosomico subisce il fenomeno della ricombinazione genetica. Gli studi autosomici sono molto più affidabili per mostrare le relazioni tra popolazioni esistenti, ma non offrono le possibilità di svelarne la storia allo stesso modo in cui promettono gli studi su mtDNA e DNA NRY, nonostante la loro maggiore complessità.
Gli studi genetici si basano su numerosi presupposti e soffrono di limitazioni metodologiche, come il bias di selezione e fenomeni di confondimento come la deriva genetica, gli effetti di fondazione e i colli di bottiglia che causano errori significativi, in particolare negli studi sugli aplogruppi. Inoltre può accadere che, indipendentemente dall'accuratezza della metodologia, le conclusioni derivate da tali studi vengono elaborate sulla base di come l'autore prevede che i propri dati si adattino alle teorie archeologiche o linguistiche che sostiene.

#### Studi patrilineari
Nella genetica umana, l'Adamo cromosomiale-Y o Adamo cromosomico è l'ultimo antenato comune dal quale tutti gli uomini viventi discendono in linea paterna. L'Adamo cromosomiale-Y probabilmente è vissuto circa 75 000 anni fa in Africa ed è la controparte dell'Eva mitocondriale. Uno studio biologico dell'Università di Stanford sopra 93 polimorfismi genetici umani scoperti in questo cromosoma, in 1000 individui di 21 regioni del mondo, calcolò che un progenitore o gruppo di antenati maschili comuni a tutti gli uomini attuali visse in Africa circa 70 000 anni fa[senza fonte] .

#### Studi matrilineari
Nel campo degli studi matrilineari assume particolare rilevanza il concetto di Eva mitocondriale, il nome assegnato all'antenata comune dalla quale tutti gli esseri umani viventi discendono in linea materna. Una comparazione del DNA mitocondriale di appartenenti alla specie umana di diverse etnie e regioni suggerisce che tutte queste sequenze di DNA si siano evolute molecolarmente dalla sequenza di un solo esemplare. In base all'assunto che un individuo erediti i mitocondri solo dalla propria madre, questa scoperta implica che tutti gli esseri umani abbiano una linea di discendenza femminile derivante da una donna che i ricercatori hanno soprannominato Eva mitocondriale. Basandosi sulla tecnica dell'orologio molecolare, che mette in correlazione il passare del tempo con la deriva genetica osservata, si ritiene che Eva sia vissuta fra i 99 000 e i 200 000 anni fa. La filogenia suggerisce che sia vissuta in Africa.

#### DNA autosoma
Le analisi condotte su questa base, ovvero su un cromosoma che non contiene informazioni genetiche specifiche alla caratterizzazione sessuale dell'individuo, offrono una visione completa e dettagliata dell'ereditarietà perchè, contrariamente agli studi patrilineari o matrilineari, si basano sull'intero corredo cromosomico, e non su una sua parte. Sono particolarmente utilizzate per identificare le relazioni familiari, le patologie genetiche, e in ambito forense, dove è utilizzato per l'identificazione delle persone nei casi criminali.

### Archeogenetica
Maggiori certezze sulla cronologia delle successioni genetiche si possono ottenre dagli studi sul DNA antico, il DNA isolato da antichi campioni biologici.
L'archeogenetica è una disciplina che si basa sull'applicazione delle tecniche molecolari negli studi di genetica di popolazione, per lo studio del passato umano, attraverso l'analisi di campioni di DNA antico. Il termine fu coniato da Colin Renfrew nel 2000 allo scopo di identificare le nuove ricerche per lo studio della storia delle popolazioni umane in Europa.

### Annotazioni
1. ↑   I reperti, scheletrici o frammenti ossei, sono: Cacciatore della Val Rosna ritrovato nei ripari Villabruna in Veneto, Bochstein, Les Closeaux 13 in Francia, Falkenstein in Germania, Hungarian KO1 in Ungheria, La Braña 1 in Spagna, Berry au Bac, Chaudardes 1, Rochedane, Ranchot88 in Francia, Bichon e l'uomo di Loschbour in Lussembrugo.[22]
2. ↑  L'analisi dei dati multivariati è un insieme di tecniche statistiche utilizzate per analizzare insiemi di dati che contengono più di una variabile dipendente o indipendente. Invece di esaminare ogni variabile separatamente, questi metodi permettono di comprendere le relazioni simultanee tra tutte le variabili coinvolte. L'obiettivo principale è quello di estrarre informazioni significative, identificare pattern nascosti, ridurre la dimensionalità dei dati e costruire modelli predittivi o descrittivi più completi e accurati
3. ↑  Un clino è un cambiamento graduale di una caratteristica (gene o aspetto fisico) spostandosi da un luogo all'altro. Invece di un salto netto, è come una sfumatura continua su una mappa geografica

### Riferimenti
1. ↑   Alberi filogenetici degli aplogruppi del cromosoma Y, su Eupedia. URL consultato il 29 aprile 2025.
2. ↑  (EN) Peter A. Underhill e Toomas Kivisild, Use of Y Chromosome and Mitochondrial DNA Population Structure in Tracing Human Migrations (PDF), in Annu. Rev. Genet., vol. 41, 2007,  pp. 539–564. URL consultato il 29 aprile 2025.
3. ↑  (EN) Mitochondrial DNA, su genome.gov. URL consultato il 29 aprile 2025.
4. 1 2  Population genomics of post-glacial western Eurasia
5. ↑  (EN) Genetic testing reveals that Europe is a melting pot, made of immigrants, su nationalgeographic.com, 9 luglio 2019. URL consultato l'11 maggio 2025 (archiviato dall'url originale il 9 luglio 2019).
6. ↑  Genomic structure in Europeans dating back at least 36,200 years
7. ↑  Genomic insights into the origin of farming in the ancient Near East
8. ↑  Massive migration from the steppe was a source for Indo-European languages in Europe
9. 1 2  Ancient human genomes suggest three ancestral populations for present-day Europeans
10. ↑  (EN) There's no such thing as a 'pure' European—or anyone else, su www.science.org. URL consultato l'11 maggio 2025.
11. 1 2 3 4 5 6  Palaeogenomics of Upper Palaeolithic to Neolithic European hunter-gatherers
12. ↑  The complete genome sequence of a Neanderthal from the Altai Mountains
13. ↑  (EN) Neanderthal, su britannica.com. URL consultato l'11 maggio 2025.
14. ↑  (EN) Prüfer K, Posth C, Yu H, Stoessel A, Spyrou MA, Deviese T, Mattonai M, Ribechini E, Higham T, Velemínský P, Brůžek J e Krause J., A genome sequence from a modern human skull over 45,000 years old from Zlatý kůň in Czechia, in Nat Ecol Evol., vol. 5, 2021,  pp. 820-825, DOI:10.1038/s41559-021-01443-x. URL consultato l'11 maggio 2025.
15. ↑  (FR) Dominique Henry-Gambier, Les fossiles de Cro-Magnon (Les Eyzies-de-Tayac, Dordogne), in Bulletins et mémoires de la Société d’Anthropologie de Paris. BMSAP, vol. 14, n. 1-2, 2002, DOI:10.4000/bmsap.459. URL consultato il 26 maggio 2025.
16. ↑  (EN) Tatiana M Karafet, Fernando L Mendez e Monica B Meilerman, New binary polymorphisms reshape and increase resolution of the human Y chromosomal haplogroup tree, in Genome Res., 2008, DOI:10.1101/gr.7172008. URL consultato il 20 agoato 2025.
17. ↑  (EN) Karafet TM, Mendez FL, Meilerman MB, Underhill PA, Zegura SL e Hammer MF., New binary polymorphisms reshape and increase resolution of the human Y chromosomal haplogroup tree, in Genome Res., 2008, DOI:10.1101/gr.7172008. URL consultato il 20 agosto 2025.
18. ↑  Phylogeography of Y-Chromosome Haplogroup I Reveals Distinct Domains of Prehistoric Gene Flow in Europe
19. 1 2 3 4 5  Mitochondrial Haplogroup U5b3: A Distant Echo of the Epipaleolithic in Italy and the Legacy of the Early Sardinians
20. ↑   Fu la Spagna meridionale l’ultimo rifugio per sopravvivere al freddo dell’era glaciale, su Storie & Archeostorie, 22 marzo 2023. URL consultato il 16 maggio 2025.
21. ↑  Cinnioglu et al. Excavating Y-chromosome haplotype strata in Anatolia. 2003
22. 1 2  The genetic history of Ice Age Europe
23. ↑  Parallel palaeogenomic transects reveal complex genetic history of early European farmers
24. ↑  DOI: 10.1371/journal.pbio.1000285
25. ↑   Per Sjödin e Olivier François, Wave-of-Advance Models of the Diffusion of the Y Chromosome Haplogroup R1b1b2 in Europe, in Carles Lalueza-Fox (a cura di), PLoS ONE, vol. 6, 6:e21592, 2011,  pp. e21592, DOI:10.1371/journal.pone.0021592.
26. ↑   nature.com,  https://www.nature.com/news/archaeology-the-milk-revolution-1.13471.
27. ↑   Itan Y, Powell A, Beaumont MA, Burger J, Thomas MG, The Origins of Lactase Persistence in Europe, in PLoS Comput Biol, vol. 5, n. 8, 2009,  p. e1000491, DOI:10.1371/journal.pcbi.1000491, PMC 2722739, PMID 19714206.
28. ↑  
 Lacan M, Keyser C, Ricaut F-X, Brucato, N, et al., Ancient DNA suggests the leading role played by men in the Neolithic disseminationtolia, in Proc Natl Acad Sci U S A., vol. 108, n. 45, novembre 2011,  pp. 18255-9, DOI:10.1073/pnas.1113061108, PMC 3215063, PMID 22042855.
29. ↑  Underhill and Kivisild; Kivisild, T (2007), Use of Y Chromosome and Mitochondrial DNA Population Structure in Tracing Human Migrations, Annu. Rev. Genet. 41: 539–64,
30. ↑  Battaglia (2008), Y-chromosomal evidence of the cultural diffusion of agriculture in southeast Europe, European Journal of Human Genetics 17 (6): 820
31. ↑   7,000-Year-Old Human Bones Suggest New Date for Light-Skin Gene.
32. 1 2  (EN) Cavalli-Sforza, Genes, peoples, and languages, in PNAS, 94 (15), 1997,  pp. 7719-7724, DOI:10.1073/pnas.94.15.7719.
33. 1 2  (EN) Luigi Luca Cavalli-Sforza, Paolo Menozzi e Alberto Piazza, The history and geography of human genes, Princeton University Press, 1994, ISBN 9780691087504.
34. 1 2  (EN) Zoë H. Rosser, Tatiana Zerjal, Matthew E. Hurles, Maarja Adojaan, Dragan Alavantic, António Amorim, William Amos, Manuel Armenteros, Eduardo Arroyo, Guido Barbujani, Gunhild Beckman, Lars Beckman, Jaume Bertranpetit, Elena Bosch, Daniel G. Bradley, Gaute Brede, Gillian Cooper, Helena B.S.M. Côrte-Real, Peter de Knijff, Ronny Decorte, Yuri E. Dubrova, Oleg Evgrafov, Anja Gilissen, Sanja Glisic, Mukaddes Gölge, Emmeline W. Hill, Anna Jeziorowska, Luba Kalaydjieva, Manfred Kayser, Toomas Kivisild, Sergey A. Kravchenko, Astrida Krumina, Vaidutis Kučinskas, João Lavinha, Ludmila A. Livshits, Patrizia Malaspina, Syrrou Maria, Ken McElreavey, Thomas A. Meitinger, Aavo-Valdur Mikelsaar, R. John Mitchell, Khedoudja Nafa, Jayne Nicholson, Søren Nørby, Arpita Pandya, Jüri Parik, Philippos C. Patsalis, Luísa Pereira, Borut Peterlin, Gerli Pielberg, Maria João Prata, Carlo Previderé, Lutz Roewer, Siiri Rootsi, D.C. Rubinsztein, Juliette Saillard, Fabrício R. Santos, Gheorghe Stefanescu, Bryan C. Sykes, Aslihan Tolun, Richard Villems, Chris Tyler-Smith e Mark A, Y-Chromosomal Diversity in Europe Is Clinal and Influenced Primarily by Geography, Rather than by Language, in The American Society of Human Genetics, 67 (6), 2000,  pp. 1526-1543 (archiviato dall'url originale il 6 maggio 2008).
35. ↑  (EN) Sarunas Milisauskas, European Prehistory. A Survey, Springer, 2002, ISBN 9780306472572.
36. ↑  (EN) Barbujani G e Bertorelle G., Genetics and the population history of Europe, in Proc Natl Acad Sci U S A., 98(1), 2001, DOI:10.1073/pnas.98.1.22.
37. ↑  (EN) Jonathan Pevsner, Bioinformatics and Functional Genomics, Wiley-Blackwell, 2009, ISBN 0470085851.
38. ↑  Renfrew, A.C., and Boyle, K.V., (Eds), 2000, Archaeogenetics: DNA and the population prehistory of Europe. Cambridge: McDonald Institute for Archaeological Research.